# Partido judicial de Puebla de Trives
El Partido judicial de Puebla de Trives es uno de los 45 partidos judiciales en los que se divide la Comunidad Autónoma de Galicia, siendo el partido judicial n.º 4 de la provincia de Orense.
Comprende los municipios de El Bollo, Castro Caldelas, Chandreja de Queija, Laroco, Manzaneda, Montederramo, Puebla de Trives, Río, La Teijeira, Viana del Bollo y Villarino de Conso.
La cabeza de partido y por tanto sede de las instituciones judiciales es Puebla de Trives. La dirección del partido se sitúa en la Plaza de San Roque de la localidad. Puebla de Trives cuenta con un Juzgado único de Primera Instancia e Instrucción.